# Hoppner River
Der Hoppner River ist ein etwa 100 km langer Zufluss der Dolphin and Union Strait in Nunavut im Norden Kanadas.

## Verlauf des Flusses
Der Hoppner River hat seinen Ursprung in einer Seengruppe 90 km nordwestlich von Kugluktuk auf einer Höhe von etwa 260 m. Er fließt in überwiegend nordwestlicher Richtung zum Meer. Der Hoppner River durchfließt eine Tundralandschaft nördlich des Polarkreises. Er mündet schließlich etwa 44 km südöstlich von Clifton Point in die Meeresstraße „Dolphin and Union Strait“ nahe dem Übergang zum Amundsen-Golf.

## Einzugsgebiet
Der Hoppner River entwässert ein etwa 1000 km² großes Gebiet. Weiter östlich fließt der Harding River, weiter südlich der Rae River sowie weiter westlich der Inman River.

## Namensgebung
Der Fluss ist eines von mehreren geographischen Objekten, die zu Ehren des britischen Marineoffiziers und Polarforschers Henry Parkyns Hoppner (1795–1833) benannt sind. Hoppner kartierte die Region während William Edward Parrys erster, zweiter und dritter Polarexpedition.

## Fauna
Im Flussgebiet kommt die Eisente vor. 